# Raïon de Saky
Le raïon de Saky (en ukrainien : Сакський район, en russe : Сакский район, en tatar de Crimée : Saq rayonı) est une subdivision administrative de la Crimée. Son centre administratif est la ville de Saky.

## En images

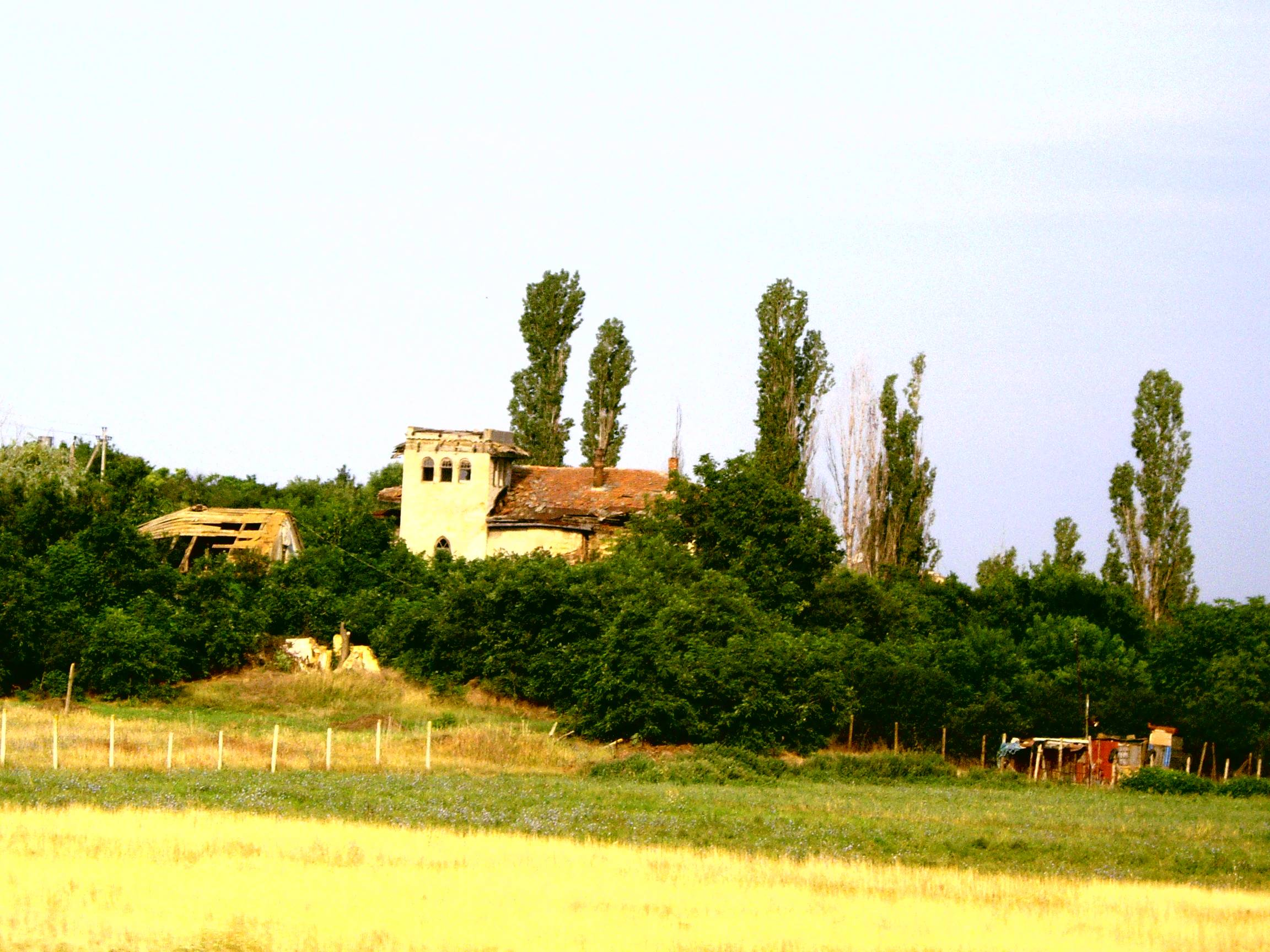
Le manoir de Chlee et son parc,
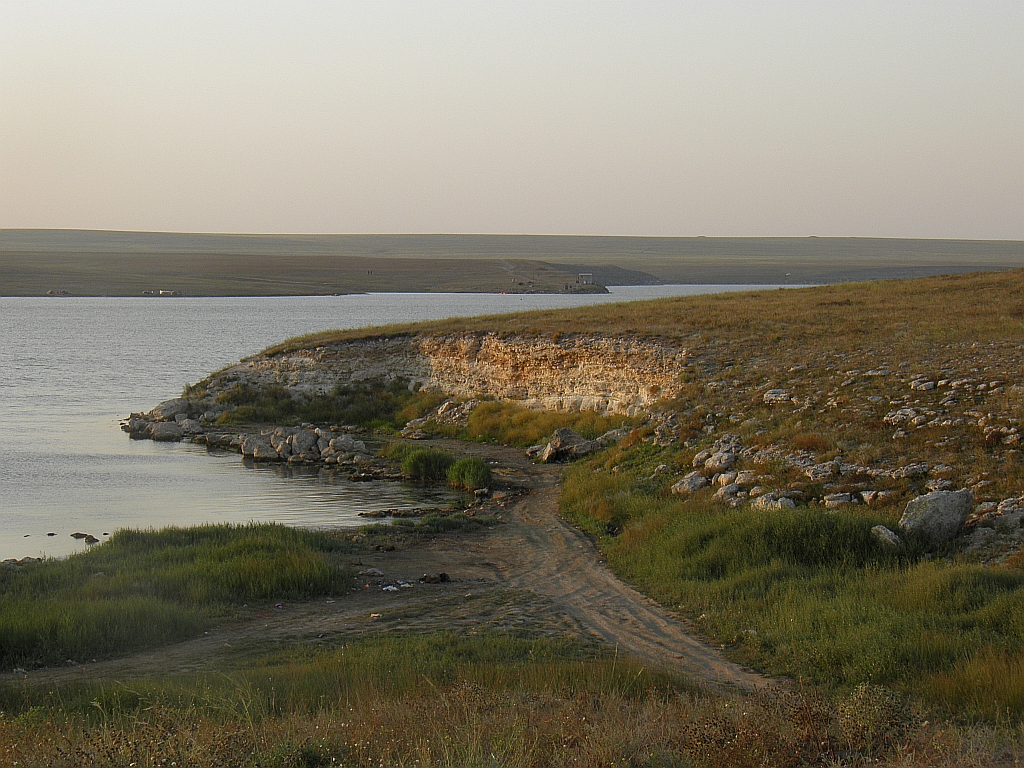
le Lac Donouzlav, classé[1],
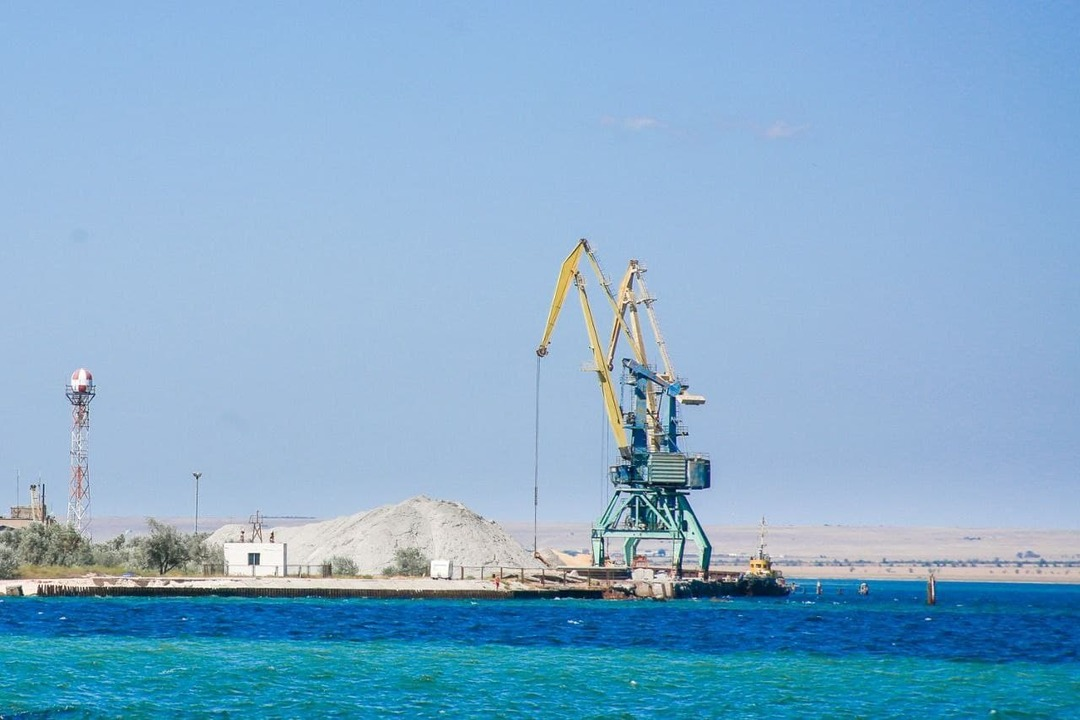
et son port,
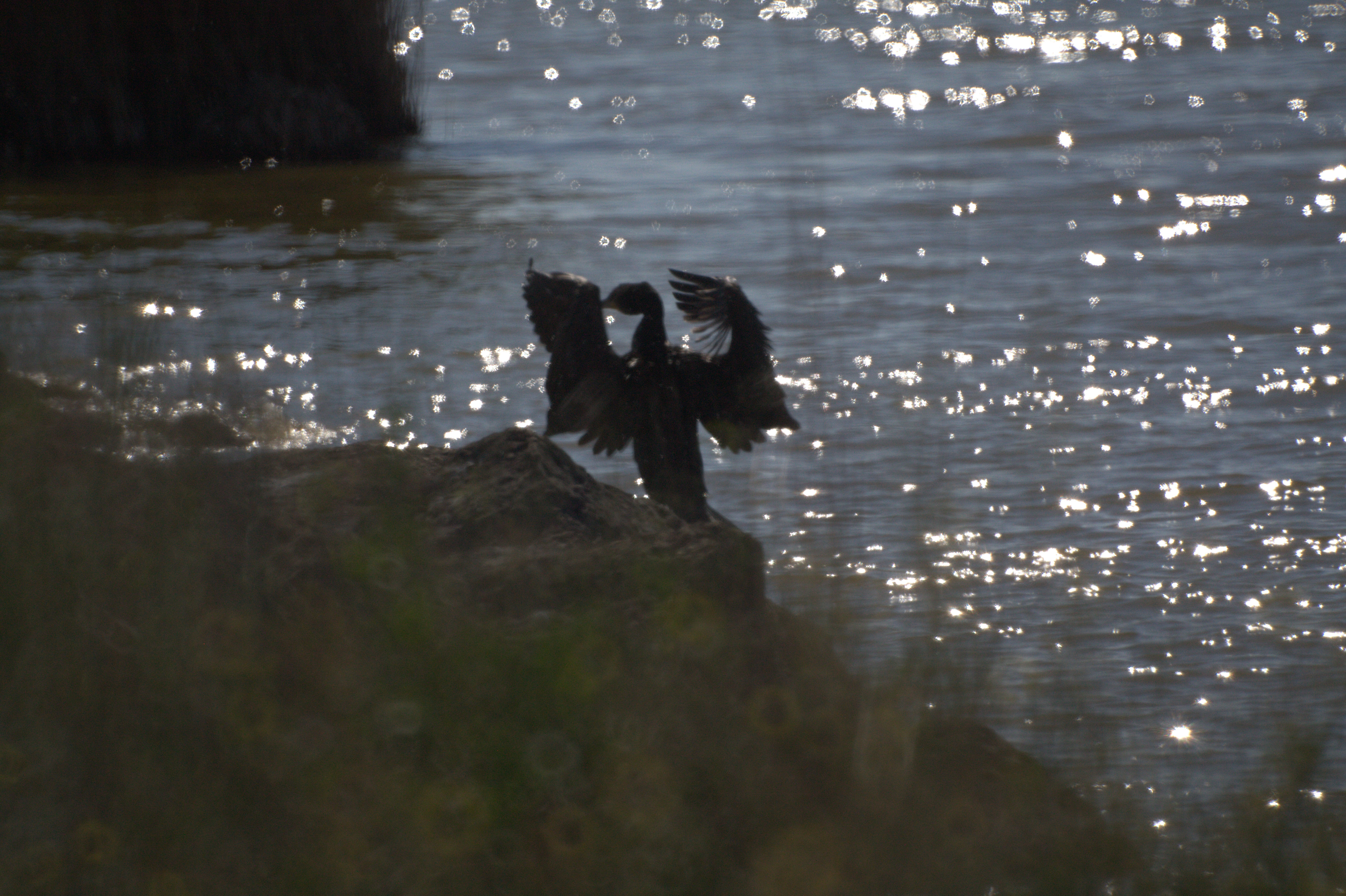
le lac Sassyky,
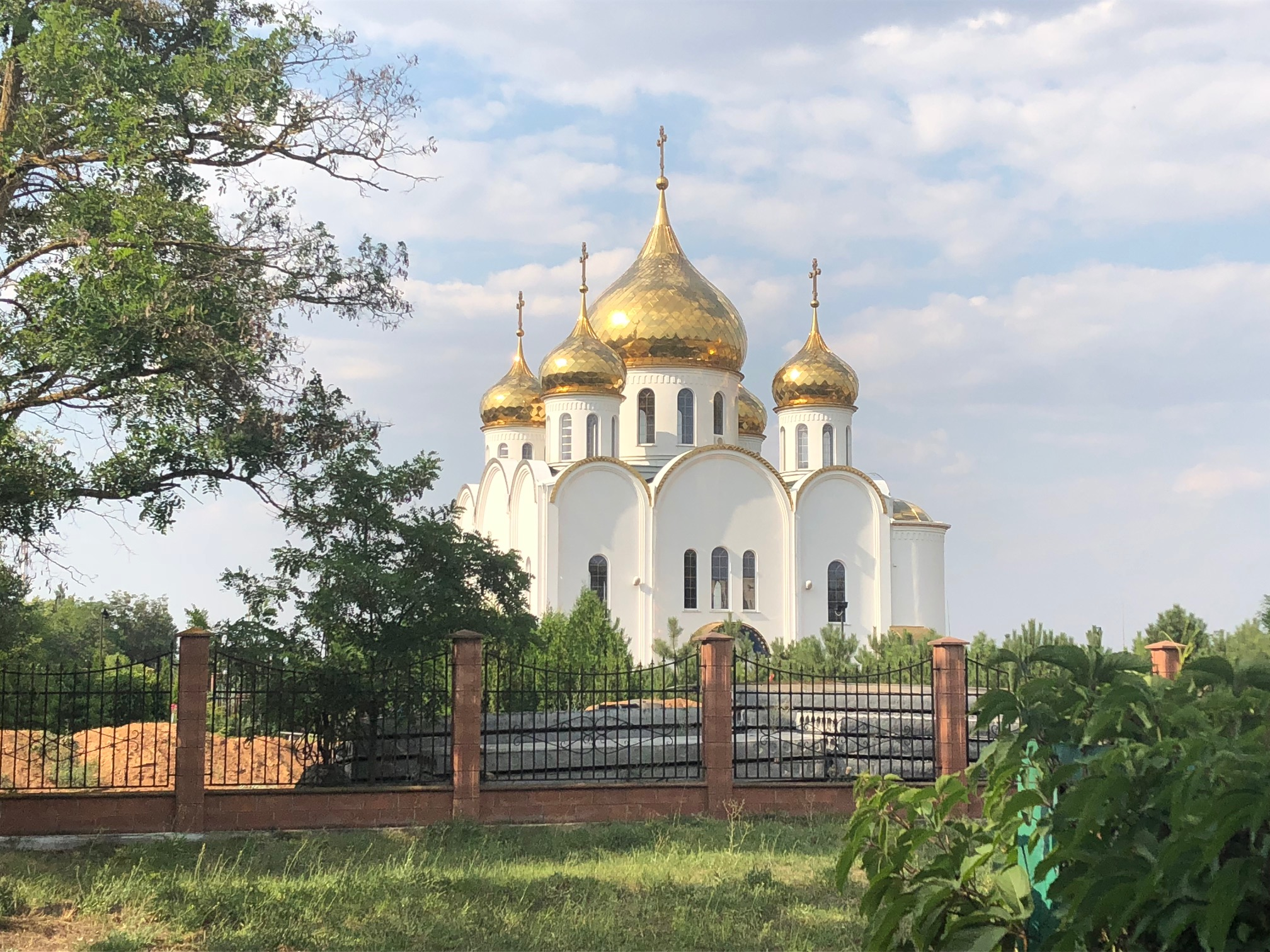
l'église Fedor Ouchakov,
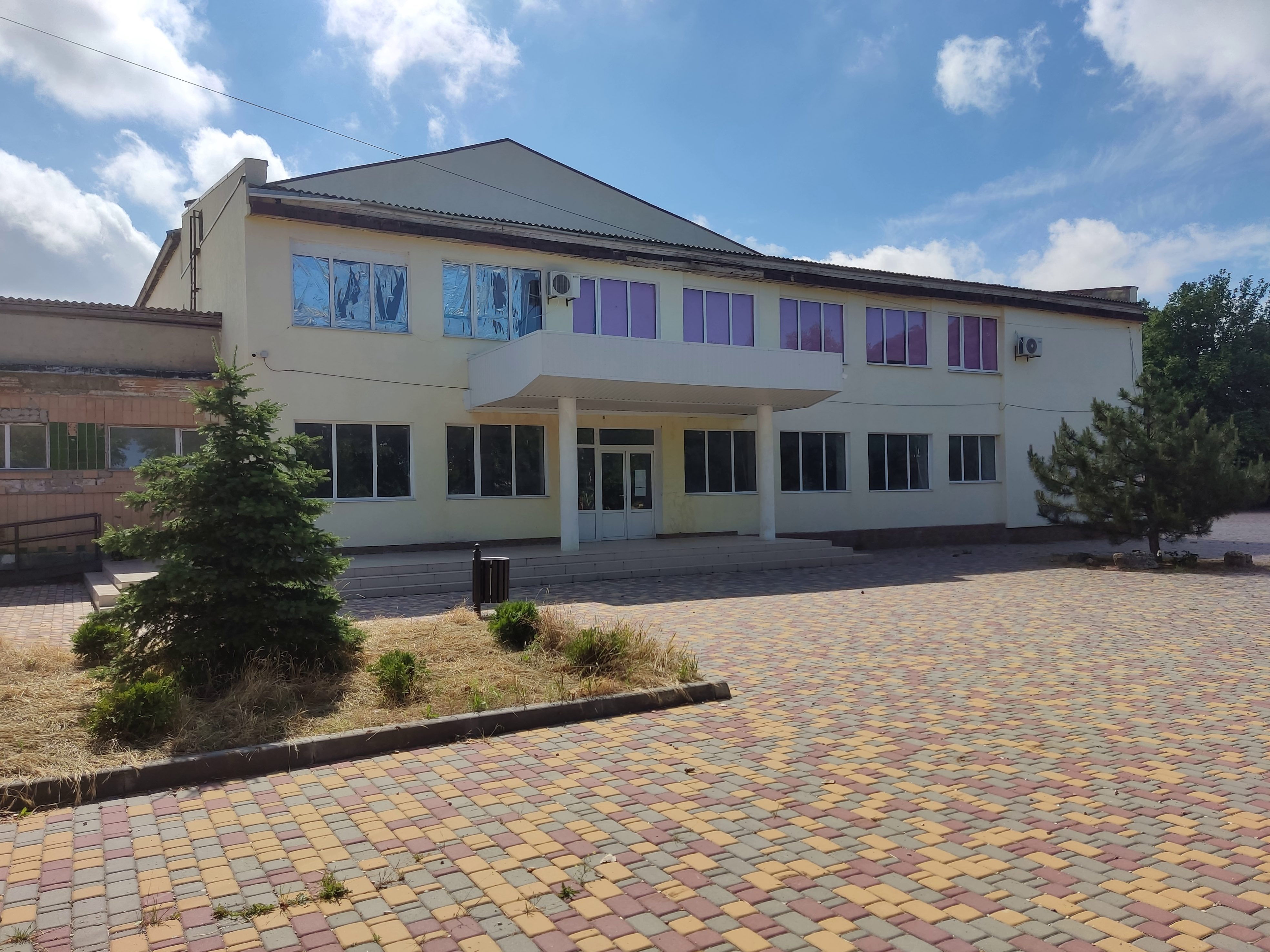
maison de la culture de Orekhovo.